# Manuel Butumita
Manuel Butumita (em grego: Μανουὴλ Βουτουμίτης; romaniz.: Manouēl Boutoumites; fl. 1086-1112) foi um importante general e diplomata bizantino durante o reinado do imperador Aleixo I Comneno (r. 1081–1118), e um de seus assistentes mais confiáveis. Foi instrumental na reconquista de Niceia e Cilícia dos turcos seljúcidas e atuou como embaixador do imperador em várias missões para os príncipes cruzados.

## História

### Primeiras campanhas contra os turcos

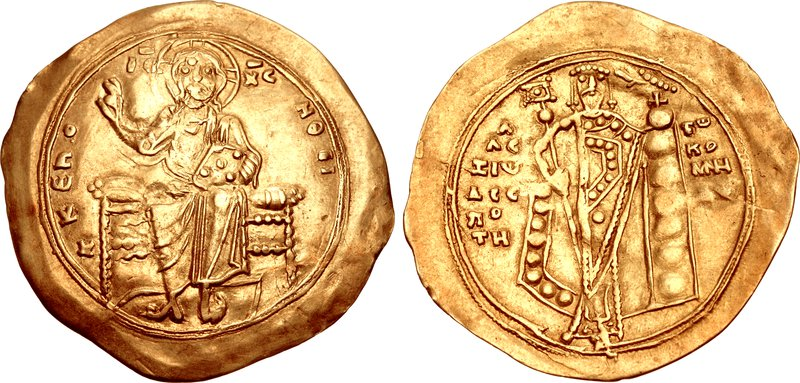
Hipérpiro escifato de r.

Butumita aparece na A Alexíada de Ana Comnena em 1086, quando foi apontado como duque da frota bizantina por Aleixo, e enviado contra Abu Alcacim (r. 1084–1092), o governador seljúcida semi-independente de Niceia. Abu Alcacim estava se preparando para lançar uma frota no mar de Mármara para enfrentar a marinha bizantina. Aleixo, determinado a evitar isso, enviou contra ele Butumita com a frota, enquanto Tatício se moveria contra sua base por terra. Os dois generais destruíram com sucesso a frota seljúcida e forçaram Abu Alcacim a retirar-se para Niceia, onde concluiu uma trégua com o império.
Mais tarde, em 1092, após o mega-duque de Aleixo, João Ducas, derrotar o emir Tzacas de Esmirna, Butumita, junto com Alexandre Euforbeno, foram dados como reféns para o emir para garantir sua evacuação pacífica da ilha de Lesbos. Logo depois, Ducas e Butumita foram enviados contra as rebeliões de Cálices em Creta e Rapsomata no Chipre. Depois de dominar a revolta de Cálices, se dirigiram para o Chipre, onde Cirênia caiu rapidamente. Rapsomata saiu para encontrá-los e ocupou as elevações acima da cidade, mas Butumita atraiu muitos de seus homens para o deserto, e os rebeldes fugiram da batalha. Butumita o perseguiu e capturou na igreja de Vera Cruz, onde o rebelde procurou refúgio. Prometendo poupar sua vida, Butumita capturou Rapsomata e levou-o para Ducas. De acordo com a tradição, enquanto no Chipre, ele fundou o mosteiro de Cico.

### Primeira Cruzada e cerco de Niceia

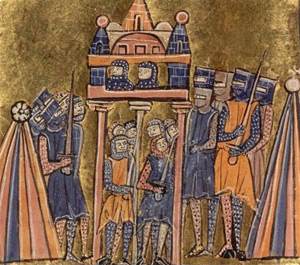
Cerco de Niceia

Butumita foi altamente considerado e confiado por Aleixo; Ana Comnena chama-o "único confidente de Aleixo". Por isso, ele desempenhou um importante papel nas relações delicadas com a Primeira Cruzada: em 1096, Butumita foi enviado para escoltar o navio naufragado de Hugo I de Vermandois de Dirráquio para Constantinopla, e em 1097, foi despachado como chefe de um pequeno destacamento para acompanhar o exército cruzado em sua marcha contra os turcos na Anatólia.
O primeiro grande obstáculo no caminho dos cruzados era Niceia, a capital seljúcida, que eles começaram a cercar. Butumita tinha sido instruído por Aleixo para assegurar a rendição da cidade pelas forças imperiais, e não para os cruzados. Já desde o início do cerco, Butumita, através de numerosas cartas, tentou seduzir os seljúcidas a renderem-se a ele, seja por meio de promessas de anistia ou ameaças de um massacre se os cruzados capturassem a cidade pela força. Os turcos entraram em negociações, permitindo Butumita entrar na cidade. Dois dias depois, com a notícia da aproximação de uma força de alívio sob o sultão Quilije Arslã I (r. 1092–1107), eles o obrigaram a sair. Depois da força de socorro ser derrotada pelos cruzados, contudo, e com um esquadrão imperial sob Butumita com o controle da rota de abastecimento através do lago Ascânio e 2000 bizantinos sob Tatício juntando-se aos cruzados no cerco, os habitantes da cidades estavam determinados a aceitar os termos do imperador: Butumita entrou em Niceia e mostrou-lhes então a bula dourada do imperador bizantino, oferecendo generosos termos e honra para a esposa e filha do sultão, que estavam na cidade. Ele, contudo, manteve o acordo em segredo, e organizou com Tatício um assalto renovado pelos cruzados e os homens de Tatício, em que a cidade ostensivamente seria capturada pelos bizantinos. O ardil funcionou: o dia do ataque final foi 19 de junho, mas quando o assalto começou na madrugada, os bizantinos entraram pelos portões virados para o lago, elevaram seus estandartes nas almeias, deixando os cruzados do lado de fora.
Embora, no geral, os cruzados aceitaram o resultado, o evento amargou as relações. Os líderes cruzados sentiram-se enganados por terem sido deixados de fora após as baixas que sofreram para derrotar a força de alívio turca, mas o ressentimento foi maior entre as fileiras dos cruzados, que foram privados da possibilidade de saque e estavam indignados com o tratamento respeitoso dos bizantinos com os cativos muçulmanos. No rescaldo da queda da cidade, Butumita foi nomeado por Aleixo como duque de Niceia. Foi bem sucedido em manter o posto e fila dos cruzados, ainda ansiosos para pilhar, em cheque - eles não estavam autorizados a entrar na cidade, exceto em grupos de 10 - e acalmou seus líderes através de presentes e garantiu a promessa de fidelidade deles à Aleixo. Também persuadiu alguns dos cruzados para se inscreverem no exército bizantino. Eles foram então utilizados para guarnecer Niceia e reparar seus muros.

### Embaixador e general contra Boemundo e Tancredo

Império Bizantino e Mediterrâneo Oriental após a Primeira Cruzada

Em 1099, foi enviado pelos comandantes bizantinos no Chipre como emissário de paz para Boemundo I de Antioquia, mas foi detido por ele durante uma quinzena antes de ser liberado, e as negociações não foram iniciadas. Poucos anos depois (ca. 1103), Butumita foi colocado como chefe de um grande exército enviado para garantir a Cilícia contra Boemundo. Após tomar Ataleia, os bizantinos tomaram Germanícia e as regiões circundantes. Butumita deixou para trás uma grande força sob Monastras para guarnecer a província e retornou para Constantinopla.
Em 1111/1112, foi enviado como um embaixador para o Reino de Jerusalém para assegurar ajuda contra Tancredo da Galileia, regente de Boemundo em Antioquia, que se recusou a cumprir o tratado de Devol de 1108, que transformava o Principado de Antioquia num Estado vassalo bizantino. Do Chipre, Butumita primeiro rumou para Trípoli. De acordo com A Alexíada, o conde local, Bertrando de Toulouse, prontamente concordou em ajudar as forças imperiais contra Tancredo, e até mesmo a prestar homenagem a Aleixo, quando chegasse para sitiar Antioquia. Em seguida, os enviados bizantinos prepararam-se para encontrar o rei de Jerusalém, Balduíno I (r. 1100–1118), que estava sitiando Tiro. Butumita tentou persuadir Balduíno oferecendo uma recompensa substancial em ouro, e fazendo várias afirmações exageradas, incluindo que Aleixo já estava supostamente a caminho e tinha alcançado Selêucia. Balduíno, contudo, ao saber da falsidade das alegações de Butumita, perdeu a confiança nele. Ele fingiu a vontade de atacar Tancredo desde que recebesse os subsídios prometidos anteriormente. Butumita, no entanto, percebeu as intenções do rei, e se recusou a fazê-lo. Assim, a missão terminou em fracasso, e Butumita deixou Jerusalém, retornando para Constantinopla via Trípoli.